# Benito Sueyro
Benito S. Sueyro (3 de marzo de 1887-1969) fue un militar argentino perteneciente a la Armada Argentina, donde alcanzó el grado de contraalmirante. Se desempeñó como ministro de Marina, siendo presidente Pedro Pablo Ramírez, durante la llamada Revolución del 43 que derrocó al presidente Ramón Castillo. Su hermano, el contraalmirante Sabá H. Sueyro, fue vicepresidente de la Nación durante el mismo gobierno.

## Biografía
El contralmirante Benito Sueyro ya se desempeñó como Comandante en Jefe de la Flota de Mar entre 1940 y 1943. Durante el ejercicio de esas funciones, el 3 de octubre de 1941 sucedió el choque y hundimiento del torpedero Corrientes, en el que murieron catorce marineros. El juez de instrucción militar consideró que existían responsabilidades del contralmirante Sueyro en el hecho, pero finalmente no fue sancionado. El hecho mereció un pedido de interpelación al ministro de Marina en 1942 por parte del diputado socialista Juan Antonio Solari.
A principios de la década de 1940, Benito Sueyro integraba un grupo de conspiradores conducido por el general Arturo Rawson, conocido como «los generales del Jousten» debido al restaurant-hotel ubicado en Corrientes y 25 de mayo donde se reunían. El grupo estaba integrado también por militares que ocuparían altos cargos en el gobierno surgido del golpe: el General Diego I. Mason (agricultura) y el contraalmirante Sabá H. Sueyro (Vicepresidente), su hermano. También formaba parte del grupo, como operador civil, el dirigente Ernesto Sammartino (UCR), quién fue convocado por Rawson luego del golpe para organizar el gabinete pero cuando llegó a la Casa Rosada, en el desorden de la revolución, nadie le avisó a Rawson de su presencia en la sala de espera, por lo que tras esperar un tiempo prudencial se retiró a su casa.

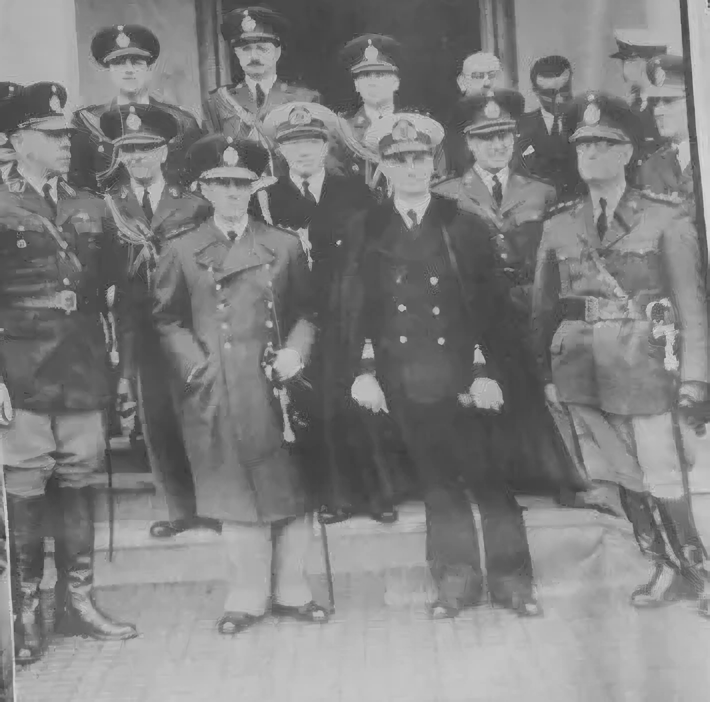
De izquierda a derecha: Edelmiro Farrell, Pedro Pablo Ramirez, Benito Sueyro, Eduardo Ávalos y en el rincón derecho de la foto Juan Domingo Perón.

Producido el golpe de Estado el 4 de junio de 1943 (Revolución del 43) asumió como presidente el general Rawson, pero debido a la falta de apoyo militar a algunos de los miembros que integrarían su gabinete debió renunciar dos días después. Asumió así como presidente el General Pedro Pablo Ramírez y como Vicepresidente su hermano Sabá H. Sueyro. Benito Sueyro fue designado ministro de Marina. También se desempeñó interinamente como Ministro de Relaciones Exteriores entre el 16 de febrero y el 26 de febrero de 1944, antes de renunciar.
Como Ministro de Marina organizó, junto con el ministro de Relaciones Exteriores coronel Alberto Gilbert, una fallida operación de compra de armas a través del oficial de reserva naval Osmar Alberto Helmuth, quien resultó ser un espía alemán. El escándalo suscitado por la detención de Helmuth en Europa por parte de los Aliados, fue uno de los elementos principales utilizados por Estados Unidos para presionar al presidente Ramírez para que Argentina rompiera relaciones diplomáticas con las potencias del Eje el 26 de enero de 1944 durante la Segunda Guerra Mundial.
La inesperada ruptura de relaciones diplomáticas con el Eje produjo una crisis en el seno del Ejército que llevó a que los miembros del GOU (Grupo de Oficiales Unidos), una influyente logia militar de mandos medios, exigieran la renuncia del Presidente Ramírez el día 24 de febrero. Frente al planteo militar Benito Sueyro propuso al presidente Ramírez detener al Ministro de Ejército, el general Edelmiro Farrel, y a su secretario el coronel Juan Domingo Perón. Sin embargo, para entonces el presidente Ramírez carecía de apoyo suficiente dentro de las Fuerzas Armadas y ninguno de los actos de resistencia planeados llegaron a prosperar, cesando en su función el 25 de febrero. Frente a esa situación, Benito Sueyro renunció a sus funciones en el gobierno el día 26 de febrero, siendo reemplazado como Ministro de Marina por el contralmirante Alberto Teisaire.